# أحمد قدامة
أحمد قُدامة (1329- 1405 هـ / 1911- 1985 م) باحث ومؤرِّخ وصَحَفي سوري، شارك في تحرير كُبرَيات الصُّحُف السورية في مرحلة الانتداب الفرنسي، وأصدر عددًا من الصُّحُف في عهد الاستقلال. كان متقنًا للغة الفرنسية، وترجم منها كتبًا إلى العربية.

## ولادته وتحصيله

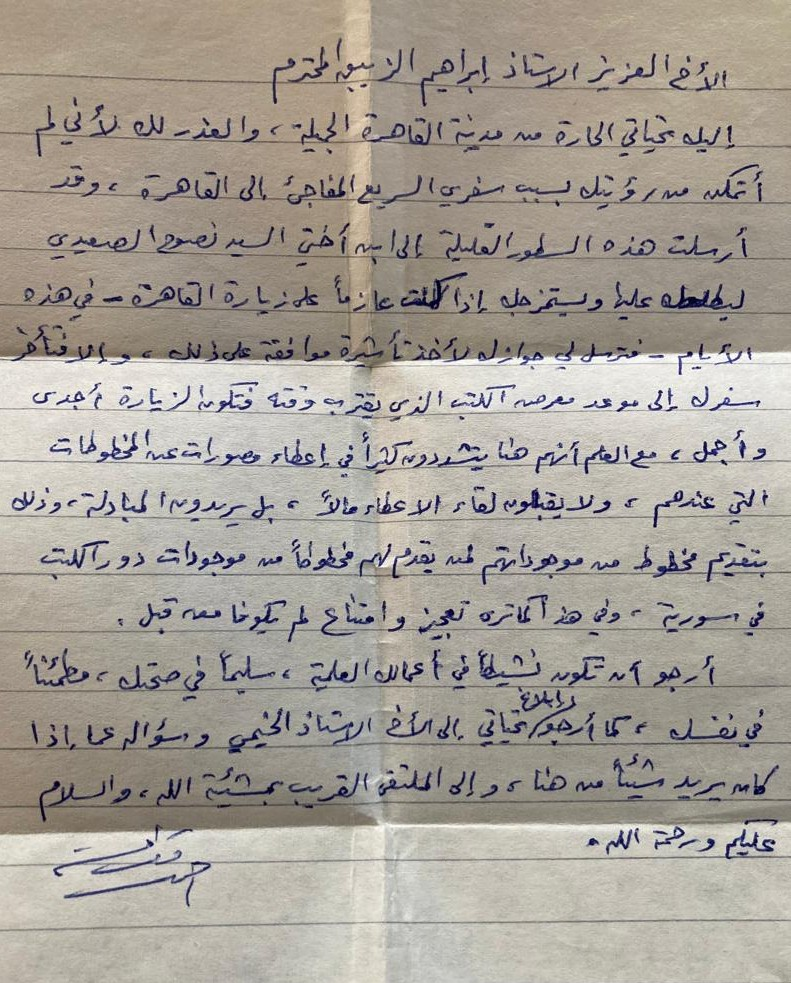
خط أحمد قدامة من رسالة منه إلى إبراهيم الزيبق

ولد أحمد بن محمد بدوي قُدامة في حيِّ المَيدان التحتاني بدمشق، عام 1329هـ/ 1911م، لأسرة آل قُدامة الذين قدِمُوا إلى دمشق من جَمَّاعِيل (ويُقال لها: جَمَّاعِين)؛ إحدى قرى نابُلُس في فلسطين، سنة 551هـ/ 1156م، زمنَ السُّلطان نور الدِّين محمود بن زَنْكي، وعَمَروا حيَّ الصَّالحية على سفح جبل قاسِيُون بدمشق، ونبَغُوا في العلم واشتَهَروا بالصَّلاح، وخرج منهم كبار فقهاء الحنابلة ومحدِّثون ومفتون وقضاة. ومن أشهرهم العلَّامة موفق الدِّين عبد الله بن أحمد ابن قُدامة، صاحب كتاب "المُغني" في الفقه الحنبلي، وأخوه الأكبر أبو عمر محمد بن أحمد ابن قدامة، زاهدُ عَصْره، وباني الجامع المُظَفَّري المعروف بجامع الحنابلة، والمدرسة العُمَرية.
قيل: يرجع نسبُهم إلى أمير المؤمنين وثاني الخلفاء الراشدين عمر بن الخطَّاب. رفع نسبَهم إليه بعضُ المؤرِّخين، منهم: ابن فهد المكي، والسَّخاوي، وابن عبد الهادي (يوسف بن حسن ابن المِبْرَد)، وابن طُولون. ولم يرفعه إليه سواهم، مثل: سِبْط ابن الجوزي، وأبي شامة المَقدِسي، والفخر ابن البخاري، والذهبي. ورجَّح الأستاذ المؤرِّخ إبراهيم الزيبق أنه لم يثبُت هذا النسب إلى عمر بن الخطاب، من طريق يصحُّ الاعتماد عليها.
درس أحمد قدامة في مدارس دمشق الحكومية، وتخرَّج في مدرسة الروم الأرثوذكس، والكلية العلمية الوطنية، وأتقن الفرنسية. وتلقَّى علومًا دينية شرعية على كبار علماء الشام.

## في الصحافة
بدأ حياته العملية في وقت مبكِّر من عمره، مع مهنة المتاعب الصِّحافة، عام 1931، حين تولَّى رئاسةَ تحرير مجلة "الصَّرْخة" التي أصدرها والدُه محمد بدوي قُدامة، وهي مجلةٌ أدبية فنية اجتماعية اقتصادية أسبوعية. ثم عمل بعد وفاة والده وتوقُّف مجلَّته، محرِّرًا وسكرتيرًا للتحرير في جريدة "الأيام" سنة 1934، لصاحبها نصوح بابيل الذي كان يُدْنيه ويحبُّه، ومن زملائه فيها أحمد عَسَّه، ومنير الرَّيِّس، وسامي الشمعة، ووجيه الحفار، واستمرَّ عمله فيها حتى عام 1940.
ثم انتقل إلى جريدة "النضال" لصاحبها الدكتور سامي كبَّارة، رئيسًا لتحريرها، من عام 1940 إلى 1947. ثم إلى جريدة "المنار" التي كان يصدرها بشير العوف.
ثم نهض قُدامة إلى إصدار عدد من الصُّحف هي: "التحرير العربي" أسسها عام 1953، وهي جريدةٌ يومية سياسية توجيهية، وعُدَّت ناطقةً بلسان حركة التحرير العربي التي كان يقودُها العقيد أديب الشيشكلي. وبعد سقوط حُكم الشيشكلي عام 1954 حوَّلها إلى جريدة يومية سياسية مستقلة باسم "البيان"، ثم أصدر جريدته الثالثة "نداء الوطن" عام 1955، وهي كسابقتها جريدةٌ يومية سياسية. إضافة إلى صحيفة أسبوعية زراعية ريفية باسم "الريف".
عمل بين عامي 1959 و1968 رئيسًا لتحرير النشَرات الرسمية التي تُصدرها وِزارة الإعلام السورية، والنشرة اليومية التي تُصدرها الوكالة العربية السورية للأنباء، مع مراقبة الكتب في الوِزارة. ثم انتقل إلى بيروت للعمل فيها، فأسس عام 1968 مطبعةً ودارَ نشر باسم "البيان"، أتبعهما بـ "صحيفة البيان" النسخة البيروتية، عام 1971.
انتمى قُدامة إلى الكتلة الوطنية، ثم إلى حزب الدكتور عبد الرَّحمن الشَّهْبَندَر، ولم ينتسب بعده إلى أيِّ حزب. وجمعَته عَلاقاتٌ وثيقة بعدد من أعلام دمشق وسورية من رجالات ذلك العهد.

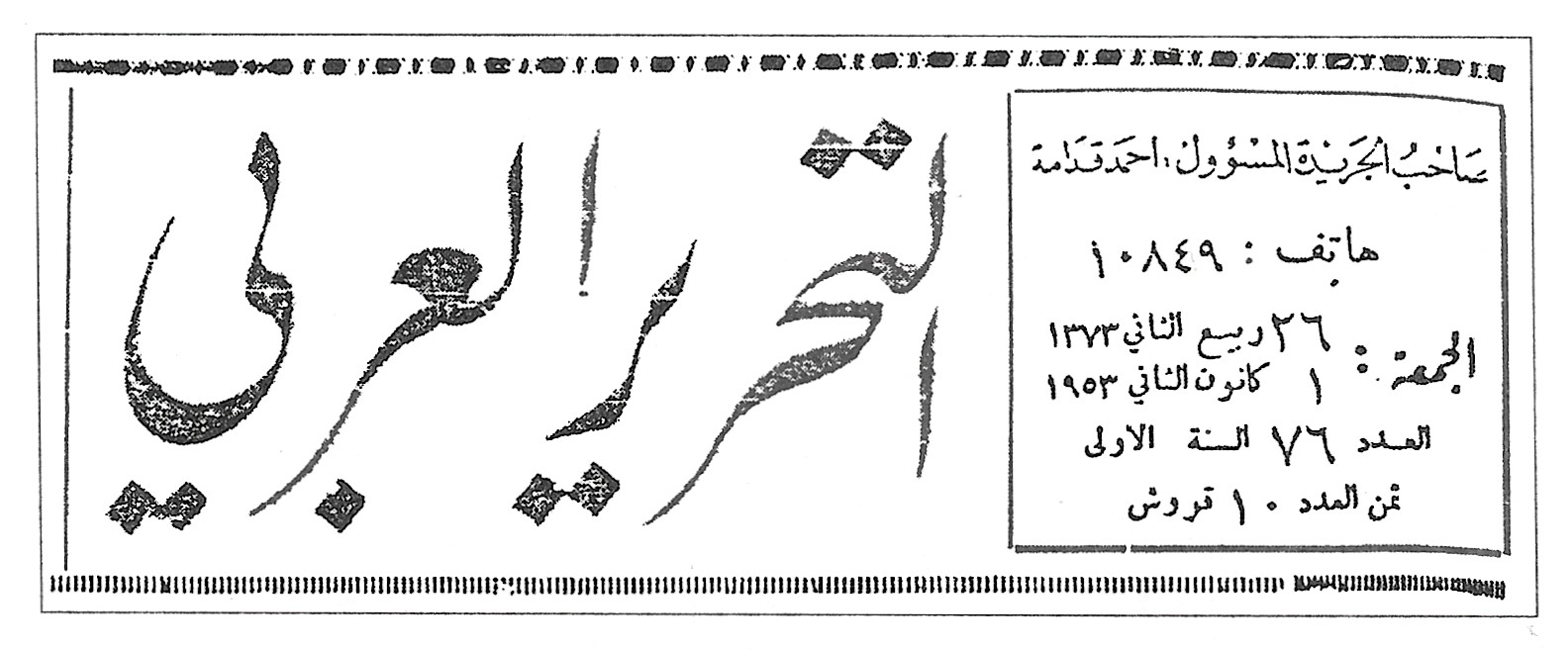
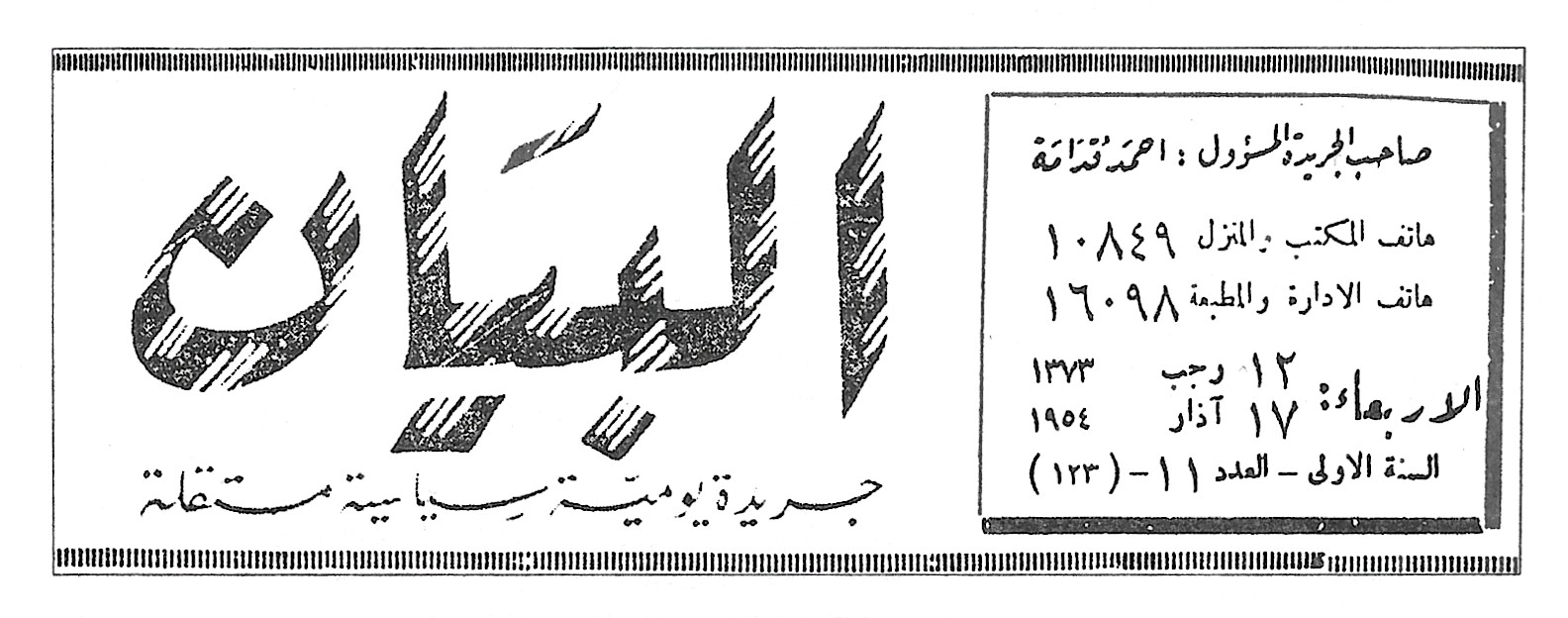
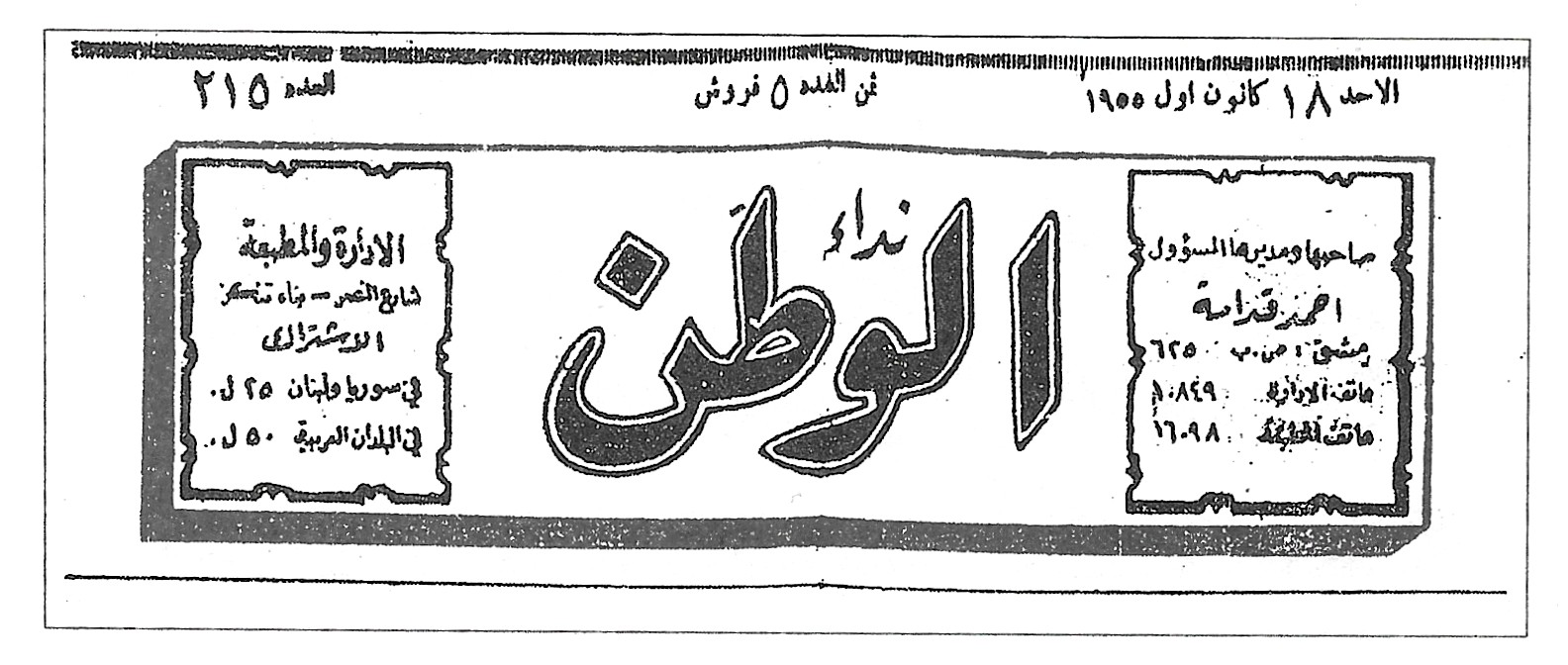

## في البحث والتأليف

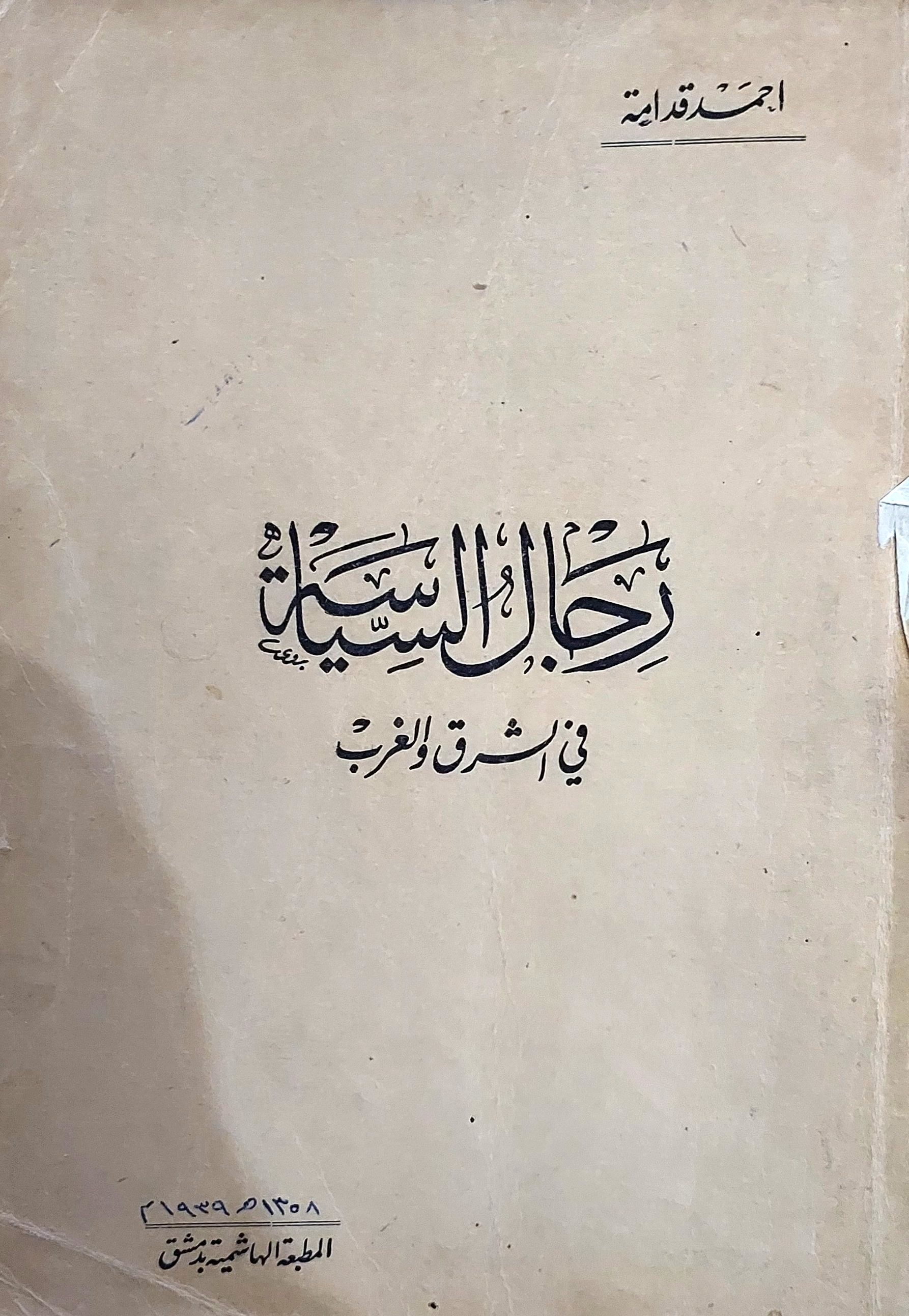

في عام 1971 غادر بيروت إلى الكويت للإسهام في إعداد وتحرير "موسوعة الفِقْه الإسلامي". بقي عامًا واحدًا ثم عاد إلى بيروت أواخر عام 1972، فعمل من بُعْد في "المجلة العربية" التي كان يرأس تحريرها الدكتور منير العَجْلاني، مع عمله في مؤسسة خيَّاط للكتب (دار الكتاب اللبناني) في مجال التحرير والتصحيح والمراجعة، ومن أهمِّ الأعمال التي أشرف عليها تحقيقًا وتصحيحًا ولغةً ورِواية، "موسوعة الشِّعْر العربي" التي أعدَّها وشرحَها وقدَّم لها الدكتور مُطاع صفدي وإيليا حاوي، وصدرت في أربعة أجزاء.
ومع اندلاع الحرب الأهلية بلبنان سنة 1395هـ/ 1975م، رجع إلى دمشق، واستقرَّ فيها.
اشتغل بالبحث التاريخي والديني والتأليف، وأول مؤلَّفاته كتاب "رجال السِّياسة في الشرق والغرب" عام 1939م. على أنَّ العمل الأبرز في حياته تأليفه كتاب "معالم وأعلام في بلاد العرب"، وهو موسوعة تاريخية جُغْرافية أثَرية طُبوغرافية، مرتَّبة على حروف المعجم، دفعه إلى تأليفه عملُه بالصِّحافة، وما كان يُعانيه لمعرفة اسمٍ أو مصطلح أو بلد أو مَعْلَم من المعالم الأثرية. وخصَّص قِسْمَه الأولَ للقُطر العربي السوري، واستغرقَ في تأليفه ستَّ سنوات، ابتداء من سنة 1378هـ/ 1959م حتى سنة 1384هـ/ 1965م، وبلغ ثلاثة مجلدات من القطع الكبير، راجعَ من أجل تأليفه آلافَ الكُتُب والمجلَّات باللغة العربية واللغات الفرنسية والإنكليزية والألمانية. ولكن لم يصدُر منه إلا جزء واحد يضمُّ من الحروف (أ ـ  خ)، نشره على نفقته الخاصَّة، ولم يجد ناشرًا يتحمَّس لطبع الجزأين الآخرَين.

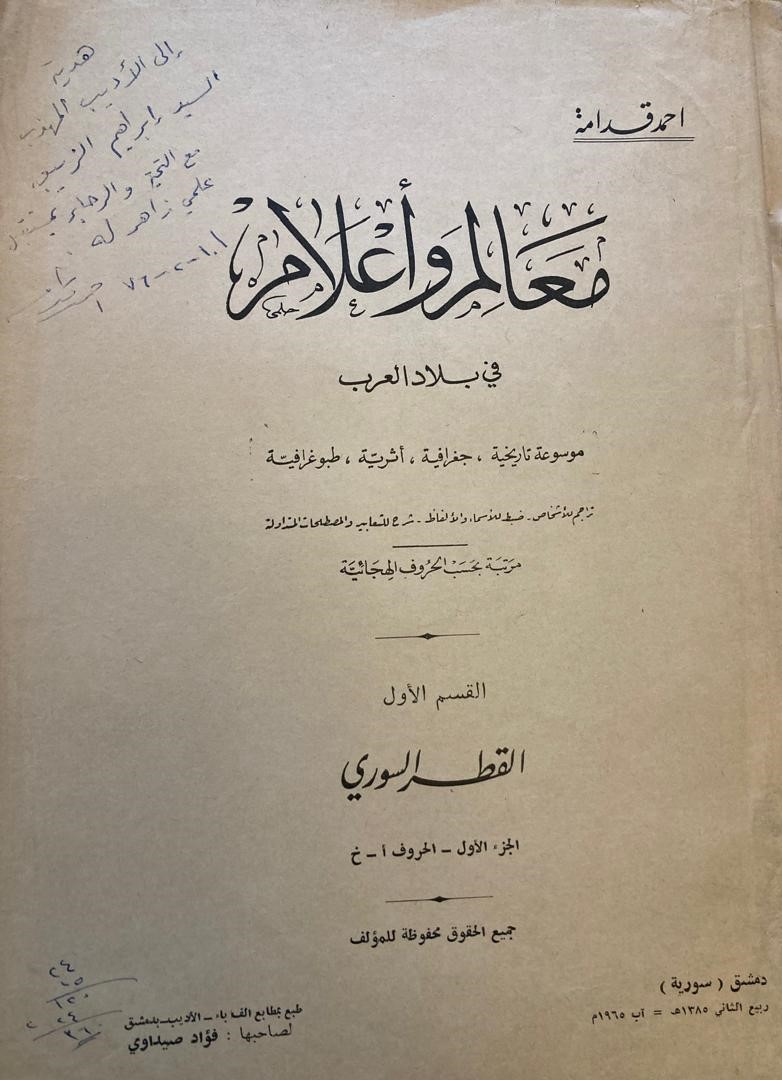

يبدو أن ما آلَ إليه حاله من قِلَّة ذات اليد بعد رجُوعه من بيروت، دفعَه إلى الاهتمام بكُتُب ذات رَواج كانت بعيدةً عن اهتماماته، ولكنه نأى بها عن الكتب الرَّخيصة، وساعدَه إتقانُه للفرنسية على ترجمة كتاب "الغذاء يصنَعُ المُعجِزات" للدكتور السويسري جايلورد هوزر، وهو من أشهر الاختصاصيِّين في الغذاء في العالم. ثم ألف كتابًا فريدًا في نهجه وأسلوبه في الموضوع نفسه، هو إلى الموسوعة أقرب، رتَّبه على حروف المعجم، وأزجاه إلى القُرَّاء عربيَّ الوجه في اللِّسان والبيان، جاحظيَّ الأسلوب في العَرْض والاستطراد، عِلميَّ المنهج في البحث والتَّنقيب والاستقراء، فكان كتابه "قاموس الغذاء والتَّداوي بالنَّبات"، وأصرَّ على تسميته قاموسًا لا مُعجمًا، لأنَّه أراده كالبحر (وهو القاموس) يجمَعُ أشتاتًا متفرِّقات مختلفات من حَيَوان ونبات ومعادن، سخَّرتها القُدْرة الإلهية لخِدْمة الإنسان يتَّخذُ منها طعامًا حلالًا طيِّبًا. وأشرفَ على تحرير كتاب "قاموس الطَّبخ الصَّحيح" الذي أسهم في وضعه وتنسيقه لفيفٌ من أساتذة الطَّهْي المُبدعين.

## كتبه وآثاره

1. (رجال السِّياسة في الشرق والغرب) المطبعة الهاشمية، دمشق، 1358هـ/ 1939م.
2. (معالم وأعلام في بلاد العرب) صدر منه المجلَّد الأول الخاصُّ بسورية (أ ـ  خ)، مطابع ألف باء، دمشق، 1384هـ/ 1965م.[3]
3. (موسوعة الشِّعْر العربي) أشرف عليها تحقيقًا وتصحيحًا ولغةً ورِواية، وكان اختارها وشرحَها وقدَّم لها الدكتور مُطاع صفدي وإيليا حاوي، مؤسسة خيَّاط للكتب والنشر، بيروت، في أربعة أجزاء، 1394هـ/ 1974م.
4. (الغذاء يصنَعُ المُعجِزات) ترجمة عن الفرنسية، تأليف الدكتور السويسري جايلورد هوزر، دار النفائس، بيروت، 1977م.[6]
5. (قاموس الطَّبخ الصَّحيح) أشرفَ على تحريره، وأسهم في وضعه وتنسيقه لفيفٌ من أساتذة الطَّهْي المُبدعين، دار النفائس، بيروت، 1400هـ/ 1980م.[25]
6. (قاموس الغذاء والتَّداوي بالنَّبات) مع ملحق تطبيقي، عن دار النفائس، ببيروت، صدر له 5 طبعات، الأولى سنة 1401هـ/ 1981م.[26] والثانية سنة 1982م[27] والأخيرة سنة 1985م.
7. (قاموس الطَّبخ الحديث) بيروت 1986.[18]

8. (طريق الشهرة) مترجم.[28]

### كتب لم تطبع
1. حقَّق عددًا من مؤلفات جدوده آل قُدامة.[29]
2. أبطال الاستقلال في العالم.[30]
3. أبطال العرب.
4. الروح العربية.
5. صفَحات من تاريخنا.
6. عاطفة الضحك في الأدب العربي.[31]
7. معجم الاصطلاحات والألفاظ الإسلامية.
8. موسوعة موجزة لتفاسير القرآن الكريم.
9. الإسلام كما أُنزل على محمد ﷺ.[32]
10. قاموس السيرة النبوية.[22]
11. قاموس التوحيد.
12. قاموس الصلاة والصيام والحج والزكاة.
13. العرب خير أمَّة.[28]

## صفاته
- وصفه الأستاذ عبد الغني العطري بقوله: «نشاطه الصحفي الواسع حجب موهبة الباحث والمحقق والمدقق لديه، لم يُعرف كعالم إلا بعد أن هجر الصِّحافة، أو هجَرته في السنوات الأخيرات من عمره. كان وديعًا هادئًا، رقيق المَعشَر، خفيض الصوت، لا يعرف الغضبُ والانفعال سبيلًا إليه. عاش حياته كلها بين القلم والورق، ورحل وهو بينهما. أعدَّ كتبًا كثيرة ولكنه رحل قبل أن تكتحل عيناه برؤيتها مطبوعة».[33]
- تحدَّث عن صلته به الأستاذ إبراهيم الزيبق قائلًا: «ممَّن عرَفتُ أيام عملي أمينًا لقاعة الباحثين بالمكتبة الظاهرية من أعلام الشَّام وعلمائها، الذين تركوا في نفسي ذكرى جميلةً من رُوَّادها، الباحثُ والصَّحَفي القدير الأستاذ أحمد قُدامة، بعينيه الذَّكيَّتين، وجسمِه النَّحيل، وهِمَّته العالية.. انعقدَتْ بيني وبينه صُحبةٌ على ما بيننا من فارقٍ في السِّنِّ، إذ كان وقتها في نحو الرابعة والستِّين، وأنا في الثانية والعشرين. فكان في بعض الأيام يسألني بتهذيبه المعهود: هل ترغبُ أن نمشيَ معًا؟ وكان يحبُّ المشيَ في شوارع دمشق؛ مدينتِه التي بها نشأ، ولها يحبُّ، مُسْترجعًا ذكرياتِه فيها بعد غيابه الطَّويل عنها. فأَهمِسُ له موافقًا، وهل مثلي يزهَدُ في الحديث مع مثله! فما إن ينتهي دوامي في المكتبة، وأُغلق القاعة، حتى أتأبَّط ذراعَه كأنَّه صديقٌ قديم، ونذرَعُ شوارعَ دمشق وحاراتها بخُطُواتنا، ويأخذني بحديثه العَذْب إلى تجرِبته في بدايات حياته مع مهنة المتاعب الصِّحافة.. وفي أُوَيْقاتِ استجمامه، كثيرًا ما كنَّا نعرِّج على حيِّ الصَّالحيَّة في تطوافنا، ونقفُ فيما نقف من آثارها على أطلال المدرسة العُمَرية، مُستَعيدين بأحاديثنا أمجادَها الماضية، وكنتُ ألمَحُ دموعَه تترقرق في عينيه لِما آلَ إليه حالُها من الخَراب والإهمال.. وكم حدَّثني بحُرْقةٍ ومرارة عن سعيه جاهدًا في ترميمها، وإعادتها إلى وظيفتها التي بُنيَت لها، ولكنَّ المَنِيَّة اختَرَمَتْه.. قبل أن يُتاحَ له تحقيقُ مَسعاه النَّبيل».[10]

## حياته الخاصة
تزوَّج امرأةً فاضلة من طرابُلُس الشَّام، ولم يُرزَق منها بأولاد. وأقاما بدمشق في بيت متواضع استأجره في حارة قصر حَجَّاج، قربَ باب الجابية.

## وفاته
توفي أحمد قُدامة بدمشق، يوم الأربعاء أول جُمادى الآخِرة 1405هـ الموافق 20 فبراير (شُباط) 1985م، عن عمر ناهز أربعة وسبعين عامًا.

## الملاحظات
1. ↑  ذكر جورج فارس:[2] أن أحمد قُدامة ولد سنة 1918! وكذلك ذكر عبد القادر عيَّاش:[3]  أنه ولد سنة 1338هـ/ 1918م! وتابعه العلاونة،[4] ومحمد خير رمضان يوسف،[5][6] والصوَّاف،[7] ولكنه جعل تاريخ ولادته الهجري 1337هـ !
2. ↑  ذكر الأستاذ عبد الغني العِطري:[34] أن أحمد قُدامة آثر القلم على الزوجة والولد، فلم يتزوَّج ولم يُنجِب!
3. ↑  جعل الصواف:[7] تاريخ وفاته الهجري 1406هـ !